# 大索爾塔尼夫卡
50°10′14″N 30°11′53″E / 50.17056°N 30.19806°E
大索爾塔尼夫卡（烏克蘭語：Велика Солтанівка）是位於烏克蘭北部的村莊，由基辅州法斯蒂夫區的卡利尼夫卡市鎮負責管轄。該村面積3.04平方公里，海拔高度161米，2001年人口713，人口密度每平方公里234.9人。